# Poletne olimpijske igre 2016
Poletne olimpijske igre 2016 (XXXI. olimpijada moderne dobe) so potekale v Riu de Janeiru, Brazilija od 5. avgusta do 21. avgusta 2016. To so bile prve olimpijske igre v Južni Ameriki. Isti organizacijski odbor je v Riu izvedel še poletne paraolimpijske igre, ki so potekale od 7. do 18. septembra 2016.

## Izbor gostitelja
Za organizacijo iger leta 2016 so se potegovala mesta Rio de Janeiro, Madrid, Tokio, Chicago, Baku, Praga in Doha. Mednarodni olimpijski komite je v ožji izbor uvrstil prva štiri mesta, med katerimi je bil na glasovanju 2. oktobra 2009 izbran Rio de Janeiro.
| rahmenlos      |           |         |         |         |
| Mesto          | Država    | 1. krog | 2. krog | 3. krog |
| Rio de Janeiro | Brazilija | 26      | 46      | 66      |
| Madrid         | Španija   | 28      | 29      | 32      |
| Tokio          | Japonska  | 22      | 20      | –       |
| Chicago        | ZDA       | 18      | –       | –       |

## Pregled medalj
Brazilija (gostiteljica)
       Slovenija
| Poz    | Država                   | Zlato | Srebro | Bron | Skupaj |
| 1      | ZDA                      | 46    | 37     | 38   | 121    |
| 2      | Združeno kraljestvo      | 27    | 23     | 17   | 67     |
| 3      | Kitajska                 | 26    | 18     | 26   | 70     |
| 4      | Rusija                   | 19    | 18     | 19   | 56     |
| 5      | Nemčija                  | 17    | 10     | 15   | 42     |
| 6      | Japonska                 | 12    | 8      | 21   | 41     |
| 7      | Francija                 | 10    | 18     | 14   | 42     |
| 8      | Južna Koreja             | 9     | 3      | 9    | 21     |
| 9      | Italija                  | 8     | 12     | 8    | 28     |
| 10     | Avstralija               | 8     | 11     | 10   | 29     |
| 11     | Nizozemska               | 8     | 7      | 4    | 19     |
| 12     | Madžarska                | 8     | 3      | 4    | 15     |
| 13     | Brazilija*               | 7     | 6      | 6    | 19     |
| 14     | Španija                  | 7     | 4      | 6    | 17     |
| 15     | Kenija                   | 6     | 6      | 1    | 13     |
| 16     | Jamajka                  | 6     | 3      | 2    | 11     |
| 17     | Hrvaška                  | 5     | 3      | 2    | 10     |
| 18     | Kuba                     | 5     | 2      | 4    | 11     |
| 19     | Nova Zelandija           | 4     | 9      | 5    | 18     |
| 20     | Kanada                   | 4     | 3      | 15   | 22     |
| 21     | Uzbekistan               | 4     | 2      | 7    | 13     |
| 22     | Kazahstan                | 3     | 5      | 9    | 17     |
| 23     | Kolumbija                | 3     | 2      | 3    | 8      |
| 24     | Švica                    | 3     | 2      | 2    | 7      |
| 25     | Iran                     | 3     | 1      | 4    | 8      |
| 26     | Grčija                   | 3     | 1      | 2    | 6      |
| 27     | Argentina                | 3     | 1      | 0    | 4      |
| 28     | Danska                   | 2     | 6      | 7    | 15     |
| 29     | Švedska                  | 2     | 6      | 3    | 11     |
| 30     | Južna Afrika             | 2     | 6      | 2    | 10     |
| 31     | Ukrajina                 | 2     | 5      | 4    | 11     |
| 32     | Srbija                   | 2     | 4      | 2    | 8      |
| 33     | Poljska                  | 2     | 3      | 6    | 11     |
| 34     | Severna Koreja           | 2     | 3      | 2    | 7      |
| 35     | Belgija                  | 2     | 2      | 2    | 6      |
| 35     | Tajska                   | 2     | 2      | 2    | 6      |
| 37     | Slovaška                 | 2     | 2      | 0    | 4      |
| 38     | Gruzija                  | 2     | 1      | 4    | 7      |
| 39     | Azerbajdžan              | 1     | 7      | 10   | 18     |
| 40     | Belorusija               | 1     | 4      | 4    | 9      |
| 41     | Turčija                  | 1     | 3      | 4    | 8      |
| 42     | Armenija                 | 1     | 3      | 0    | 4      |
| 43     | Češka                    | 1     | 2      | 7    | 10     |
| 44     | Etiopija                 | 1     | 2      | 5    | 8      |
| 45     | Slovenija                | 1     | 2      | 1    | 4      |
| 46     | Indonezija               | 1     | 2      | 0    | 3      |
| 47     | Romunija                 | 1     | 1      | 3    | 5      |
| 48     | Brunej                   | 1     | 1      | 0    | 2      |
| 48     | Vietnam                  | 1     | 1      | 0    | 2      |
| 50     | Kitajski Tajpej          | 1     | 0      | 2    | 3      |
| 51     | Bahami                   | 1     | 0      | 1    | 2      |
| 51     | Slonokoščena obala       | 1     | 0      | 1    | 2      |
| 54     | Fidži                    | 1     | 0      | 0    | 1      |
| 54     | Jordanija                | 1     | 0      | 0    | 1      |
| 54     | Kosovo                   | 1     | 0      | 0    | 1      |
| 54     | Portoriko                | 1     | 0      | 0    | 1      |
| 54     | Singapur                 | 1     | 0      | 0    | 1      |
| 54     | Tadžikistan              | 1     | 0      | 0    | 1      |
| 60     | Malezija                 | 0     | 4      | 1    | 5      |
| 61     | Mehika                   | 0     | 3      | 2    | 5      |
| 62     | Alžirija                 | 0     | 2      | 0    | 2      |
| 62     | Irska                    | 0     | 2      | 0    | 2      |
| 64     | Litva                    | 0     | 1      | 3    | 4      |
| 65     | Bolgarija                | 0     | 1      | 2    | 3      |
| 65     | Venezuela                | 0     | 1      | 2    | 3      |
| 67     | Indija                   | 0     | 1      | 1    | 2      |
| 67     | Mongolija                | 0     | 1      | 1    | 2      |
| 69     | Burundi                  | 0     | 1      | 0    | 1      |
| 69     | Grenada                  | 0     | 1      | 0    | 1      |
| 69     | Niger                    | 0     | 1      | 0    | 1      |
| 69     | Filipini                 | 0     | 1      | 0    | 1      |
| 69     | Katar                    | 0     | 1      | 0    | 1      |
| 74     | Norveška                 | 0     | 0      | 4    | 4      |
| 75     | Egipt                    | 0     | 0      | 3    | 3      |
| 75     | Tunizija                 | 0     | 0      | 3    | 3      |
| 77     | Izrael                   | 0     | 0      | 2    | 2      |
| 78     | Avstrija                 | 0     | 0      | 1    | 1      |
| 78     | Dominikanska republika   | 0     | 0      | 1    | 1      |
| 78     | Estonija                 | 0     | 0      | 1    | 1      |
| 78     | Finska                   | 0     | 0      | 1    | 1      |
| 78     | Maroko                   | 0     | 0      | 1    | 1      |
| 78     | Moldavija                | 0     | 0      | 1    | 1      |
| 78     | Nigerija                 | 0     | 0      | 1    | 1      |
| 78     | Portugalska              | 0     | 0      | 1    | 1      |
| 78     | Trinidad in Tobago       | 0     | 0      | 1    | 1      |
| 78     | Združeni arabski emirati | 0     | 0      | 1    | 1      |
| Skupaj | Skupaj                   | 307   | 307    | 360  | 974    |

## Koledar
| O | Otvoritvena prireditev |  | Kvalifikacije | # | Finale | K | Zaključna prireditev |

## Prizorišča
- Estadio João Havelange
 atletika
- Parque Acuático María Lenk
 vaterpolo
- Playas de Copacabana
 triatlon
- HSBC Arena
 gimnastika
- Sambódromo
 maraton
- Gimnasio de Maracanãzinho
odbojka
- Lago Rodrigo de Freitas
 veslanje
- Estadio Sao Januario
ragbi
- Riocentro, 
badminton, boks

## Sodelujoče države
Države, ki so sodelovale na igrah, in število športnikov v oklepaju.
| Sodelujoče države |
| --- |
| - Afganistan (3) - Albanija (6) - Alžirija (67) - Ameriška Samoa (4) - Andora (5) - Angola (25) - Nizozemski Antili (9) - Argentina (213) - Armenija (33) - Aruba (7) - Avstralija (421) - Avstrija (71) - Azerbajdžan (56) - Bahami (28) - Brunej (35) - Bangladeš (7) - Barbados (12) - Belorusija (121) - Belgija (108) - Belize (3) - Benin (6) - Bermuda (8) - Butan (2) - Bolivija (12) - Bosna in Hercegovina (11) - Bocvana (12) - Brazilija (465) (gostitelj) - Britanski Deviški otoki (4) - Brunej (3) - Bolgarija (51) - Burkina Faso (5) - Burundi (9) - Kambodža (6) - Kamerun (24) - Kanada (314) - Zelenortski otoki (5) - Kajmanji otoki (5) - Srednjeafriška republika (6) - Čad (2) - Čile (42) - Kitajska (413) - Kitajski Tajpej (60) - Kolumbija (147) - Komori (4) - Kongo (10) - Cookovi otoki (9) - Kostarika (10) - Hrvaška (87) - Kuba (120) - Ciper (16) - Češka (105) - DR Kongo (4) - Danska (122) - Džibuti (7) - Dominika (2) - Dominikanska republika (29) - Ekvador (38) - Egipt (120) - Salvador (8) - Ekvatorialna Gvineja (2) - Eritreja (12) - Estonija (45) - Etiopija (34) - Združene države Mikronezije (5) - Fidži (51) - Finska (56) - Francija (395) - Gabon (6) - Gambija (4) - Gruzija (39) - Nemčija (425) - Gana (14) - Združeno kraljestvo (366) - Grčija (95) - Grenada (6) - Gvam (5) - Gvatemala (21) - Gvineja (5) - Gvineja Bissau (5) - Gvajana (6) - Haiti (10) - Honduras (26) - Hongkong (38) - Madžarska (160) - Islandija (8) - Indija (124) - Indonezija (28) - Iran (64) - Irak (23) - Irska (77) - Izrael (48) - Italija (309) - Slonokoščena obala (12) - Jamajka (68) - Japonska (333) - Jordanija (8) - Kazahstan (104) - Kenija (89) - Kiribati (3) - Kosovo (8) - Kuvajt (9) - Kirgizistan (19) - Laos (6) - Latvija (34) - Libanon (9) - Lesoto (8) - Liberija (2) - Libija (7) - Lihtenštajn (3) - Litva (67) - Luksemburg (10) - Makedonija (6) - Madagaskar (6) - Malavi (5) - Malezija (32) - Maldivi (4) - Mali (6) - Malta (7) - Marshallovi otoki (5) - Mavretanija (2) - Mavricij (12) - Mehika (125) - Moldavija (23) - Monako (3) - Mongolija (43) - Črna gora (34) - Maroko (51) - Mozambik (6) - Mjanmar (7) - Namibija (10) - Nauru (2) - Nepal (7) - Nizozemska (242) - Nova Zelandija (199) - Nikaragva (5) - Niger (6) - Nigerija (75) - Severna Koreja (35) - Norveška (62) - Oman (4) - Pakistan (7) - Palav (5) - Palestina (6) - Panama (10) - Papua Nova Gvineja (8) - Paragvaj (11) - Peru (29) - Filipini (13) - Poljska (243) - Portugalska (92) - Portoriko (42) - Katar (38) - Romunija (97) - Rusija (265) - Ruanda (8) - Saint Kitts in Nevis (7) - Saint Lucia (5) - Sveti Vincencij in Grenadine (4) - Samoa (8) - San Marino (5) - Sveti Tomaž in Princ (3) - Saudova Arabija (12) - Senegal (22) - Srbija (104) - Sejšeli (10) - Sierra Leone (2) - Singapur (25) - Slovaška (51) - Slovenija (61) - Salomonovi otoki (3) - Somalija (2) - Južna Afrika (137) - Južna Koreja (205) - Južni Sudan (3) - Španija (306) - Šrilanka (9) - Sudan (6) - Surinam (6) - Esvatini (2) - Švedska (152) - Švica (104) - Sirija (7) - Tadžikistan (7) - Tanzanija (7) - Tajska (46) - Vzhodni Timor (3) - Togo (5) - Tonga (7) - Trinidad in Tobago (32) - Tunizija (61) - Turčija (103) - Turkmenistan (9) - Tuvalu (1) - Uganda (21) - Ukrajina (203) - Združeni arabski emirati (13) - ZDA (554) - Urugvaj (17) - Uzbekistan (70) - Vanuatu (4) - Venezuela (87) - Vietnam (23) - Ameriški Deviški otoki (7) - Jemen (4) - Zambija (7) - Zimbabve (31) |

## Medalje
Prvič doslej so bile medalje izbočene, na robu medalje pa je z laserjem vgraviran šport oziroma disciplina, za katero je medalja namenjena. 
Vsaka medalja tehta 500 gramov in je shranjena v posebnem zaboju, narejenem iz sonaravno pridelanega lesa.